# Protaetia guérini
Protaetia guérini är en skalbaggsart som beskrevs av Joseph Fortuné Théodore Eydoux 1839. Protaetia guérini ingår i släktet Protaetia och familjen Cetoniidae. Inga underarter finns listade i Catalogue of Life.